# 肯氏犀鱈
肯氏犀鱈，為輻鰭魚綱鱈形目海鰗鰍科的其中一種，為深海魚類，分布於中西大西洋區，從墨西哥灣至巴西南部海域，深度450-475公尺，體長可達5.7公分，棲息在大洋區水域，以浮游生物為食，生活習性不明。

## 扩展阅读
維基物種上的相關：肯氏犀鱈